# Benavides (kommun)
Benavides är en kommun i Spanien.   Den ligger i provinsen Provincia de León och regionen Kastilien och Leon, i den nordvästra delen av landet, 300 km nordväst om huvudstaden Madrid. Antalet invånare är 2 740. Arean är 74 kvadratkilometer. Benavides gränsar till Villares de Órbigo, San Justo de la Vega, Villaobispo de Otero, Villamejil, Quintana del Castillo, Turcia och Santa Marina del Rey. 
Terrängen i Benavides är platt.